# Dong Neng-3
 (mars 2025).
Le Dong Neng-3 est un système de défense antimissile balistique chinois.

## Conception
On pense généralement que le système est basé sur le DF-21 avec des éléments du HQ-9 également incorporés.
L'intercepteur est un hit-to-kill. Il peut également être utilisé comme arme anti-satellite.
On pense que le Dong Neng-3 remplit à peu près le même rôle que le RIM-161 Standard Missile 3, mais on pense qu'il est beaucoup plus grand.

## Histoire
Les tests du DN-3 ont principalement eu lieu au complexe de tests de missiles de Korla. 
En 2015, les capacités antisatellites du DN-3 auraient été testées. 
En février 2018, le DN-3 a été testé contre une cible basée sur le DF-21 dans l'espace. Ce test a été déclaré comme un succès par le PLA Daily.